# Koninklijke Lederfabriek Gebroeders Keunen
De Koninklijke Lederfabriek Gebroeders Keunen was een bedrijf dat in 1828 in de opkomende industriestad Eindhoven door Henri Keunen werd opgericht.
In 1879 werd een stoommachine geplaatst en kwam de vennootschap Stoomlederfabriek Gebroeders Keunen tot stand. In 1889 ontstond een samenwerking met de industrieel H. Bertin uit Brussel die een nieuw procedé had ontwikkeld om sneller plantaardig te kunnen looien. Everardus Keunen en zijn twee broers brachten voor dit patent fl. 70.000 (omgerekend naar heden circa 1 miljoen euro) aan contant kapitaal in, die via een winstdelingsregeling werd terugverdiend. Rond 1900 telde de stoomlederfabriek circa 250 man personeel en was het een van de eerste Nederlandse looierijen die overging op chroomlederfabricage. Het Eindhovense leder werd in grote hoeveelheden geëxporteerd naar Engeland, Zuid-Afrika en Nieuw-Zeeland.
Op initiatief van Johannes Josephus Keunen en Johan F.C. Keunen breidde het bedrijf in 1934 uit naar Irthlingtonborough om de hoge Engelse importrechten te omzeilen. Na de Tweede Wereldoorlog werd de dochteronderneming geleidelijk groter dan het moederbedrijf. In 1979 werd de productie in Eindhoven na anderhalve eeuw gestaakt en werden de bedrijfsactiviteiten door Keunen Bros Ltd. in Engeland voortgezet. Tegelijkertijd werd de productie van de Eindhovense luciferfabriek overgeplaatst naar Zweden.